# Tournoi qualificatif de l'OFC des moins de 17 ans 1993
Navigation
Nouvelle-Zélande 1991 Vanuatu 1995
Le tournoi qualificatif de l'OFC de football des moins de 17 ans 1993 est la cinquième édition du tournoi qualificatif de l'OFC des moins de 17 ans qui a eu lieu en Nouvelle-Zélande en 1993. L'équipe d'Australie, championne d'Océanie depuis 1983 remet son titre en jeu. Le vainqueur du tournoi se qualifie directement pour la Coupe du monde des moins de 17 ans, qui aura lieu au Japon, durant l'été 1993.

## Équipes participantes
- Nouvelle-Zélande - Organisateur
- Australie - Tenante du titre
- Îles Salomon
- Fidji
- Tahiti
- Vanuatu

## Résultats
Les 6 équipes participantes sont réparties en 2 poules. Au sein de la poule, chaque équipe rencontre ses adversaires une fois. À l'issue des rencontres, les deux premiers se qualifient pour la phase finale de la compétition, disputée en demi-finales et finale. 

### Groupe 1
|   | Équipe       | Pts | J | G | N | P | BP | BC | Diff |
| - | ------------ | --- | - | - | - | - | -- | -- | ---- |
| 1 | Australie    | 4   | 2 | 2 | 0 | 0 | 4  | 1  | +3   |
| 2 | Îles Salomon | 2   | 2 | 1 | 0 | 1 | 1  | 2  | -1   |
| 3 | Tahiti       | 0   | 2 | 0 | 0 | 2 | 1  | 3  | -2   |

|  | Australie    | 2 | 0 | Îles Salomon |
|  | Australie    | 2 | 1 | Tahiti       |
|  | Îles Salomon | 1 | 0 | Tahiti       |

### Groupe 2
|   | Équipe           | Pts | J | G | N | P | BP | BC | Diff |
| - | ---------------- | --- | - | - | - | - | -- | -- | ---- |
| 1 | Nouvelle-Zélande | 4   | 2 | 2 | 0 | 0 | 15 | 1  | +14  |
| 2 | Fidji            | 1   | 2 | 0 | 1 | 1 | 2  | 6  | -4   |
| 3 | Vanuatu          | 1   | 2 | 0 | 1 | 1 | 1  | 11 | -10  |

|  | Nouvelle-Zélande | 10 | 0 | Vanuatu |
|  | Nouvelle-Zélande | 5  | 1 | Fidji   |
|  | Fidji            | 1  | 1 | Vanuatu |

### Demi-finales
|  | Australie | 5 - 0 | Fidji |  |  |
|  |           |       |       |  |  |

|  | Nouvelle-Zélande | 1 - 2 | Îles Salomon |  |  |
|  |                  |       |              |  |  |

### Finale
|  | Australie | 3 - 0 | Îles Salomon |  |  |
|  |           |       |              |  |  |

- L'Australie se qualifie pour la Coupe du monde des moins de 17 ans 1993.

## Sources et liens externes
- (en) Feuilles de matchs et infos sur RSSSF